# 谷塚駅
谷塚駅（やつかえき）は、埼玉県草加市谷塚一丁目にある東武鉄道伊勢崎線の駅である。「東武スカイツリーライン」の愛称区間に含まれている。駅番号はTS 15。

## 年表
- 1925年（大正14年）10月1日：開設[1]。
- 1986年（昭和61年）11月1日：上り線高架化[2]。
- 1987年（昭和62年）：2面3線化。
- 1988年（昭和63年）8月9日：高架化工事完了、1面4線化。
- 1993年（平成5年）7月23日：エスカレーター2基使用開始。
- 1994年（平成6年）12月19日：エレベーター1基使用開始。
- 2012年（平成24年）3月17日：TS 15の駅番号が設定される[3]。
- 2023年（令和5年）
  - 9月21日：高架下商業施設「EQUiA（エキア）谷塚」がオープン[4]。
  - 11月12日：ホームドアの使用を開始[5]。

## 駅構造

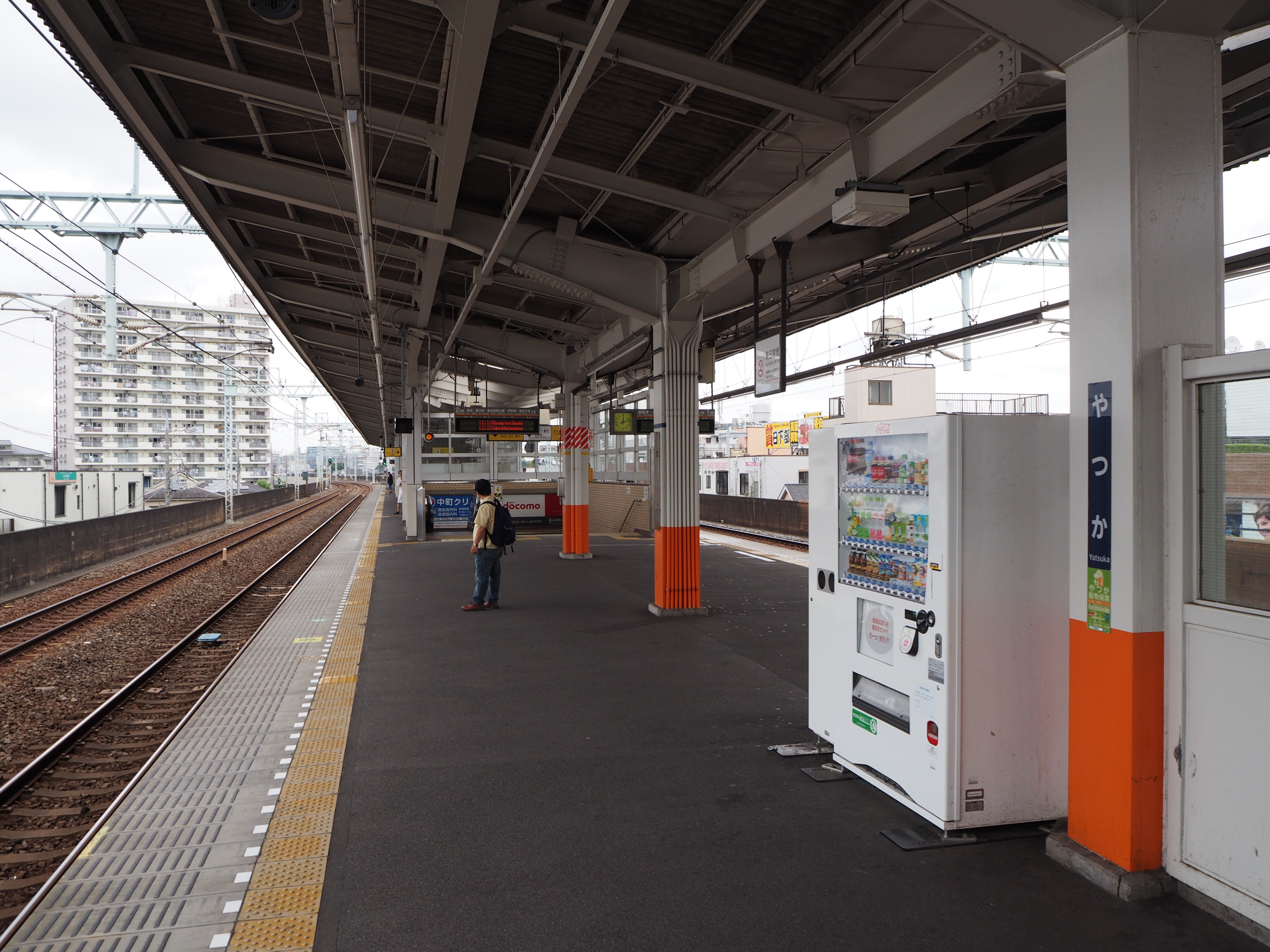
ホーム（2016年7月）

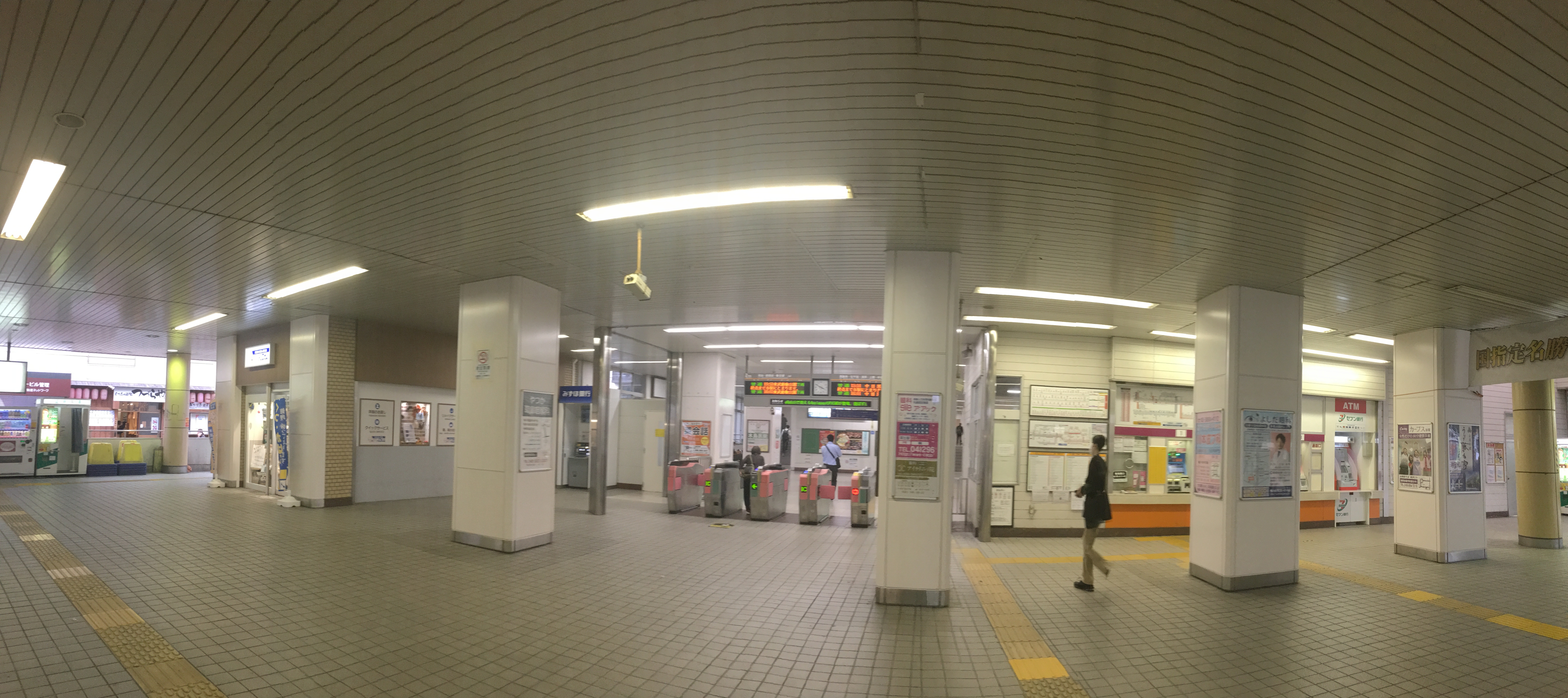
改札（2020年10月）

島式ホーム1面2線を有する高架駅。緩行線のみホームがある。地上駅時代は真ん中が本線である2面4線の配線であった。また、高架複々線化工事中の1987年（昭和62年）頃は上下共用の中線を有する2面3線の駅であった。
当駅は、海抜3.45mで埼玉県内で最も低い駅である。
トイレは1F改札内にあり2008年度（平成20年度）にユニバーサルデザインの一環として多機能トイレが設置された。改札内コンコース階段部分にスロープがある。エレベーター1基、エスカレーター2基が設置されている。
定期券売り場は設置されていない。
また、ハンドル形電動車椅子乗入が出来るが、事前申込をしなければならない。
駅構内（改札外）および高架下には店舗スペース「ファイン谷塚」があったが、当駅耐震工事に伴い一部店舗が2022年（令和4年）2月下旬 - 3月中旬の間に閉店した。
翌年の2023年（令和5年）9月21日、高架下にエキア谷塚がオープンした。薬局と内科クリニックは来年夏頃までの開設を予定している。

### のりば
| 番線 | 路線                   | 方向 | 行先                                                               |
| ---- | ---------------------- | ---- | ------------------------------------------------------------------ |
| 1    | 東武スカイツリーライン | 上り | 西新井・北千住・とうきょうスカイツリー・浅草・ 日比谷線 中目黒方面 |
| 2    | 東武スカイツリーライン | 下り | 草加・北越谷・北春日部・東武動物公園・ 日光線 南栗橋方面           |

- 上記路線名は旅客案内上の名称（「東武スカイツリーライン」は愛称）で表記している。
- 2020年（令和2年）6月6日ダイヤ改正より、当駅へ発着する列車は一部を除き全て日比谷線直通となったため、浅草駅方面への行き来をする場合は必ず北千住駅もしくは西新井駅などで乗り換える必要がある。
- 竹ノ塚駅を始終着とし、草加駅引上線を使用する回送電車は、当駅に一度停車せず通過する。

## 利用状況
2024年度（令和6年度）の1日平均乗降人員は38,080人である。伊勢崎線の普通列車のみが停車する駅では、竹ノ塚駅・獨協大学前駅に次いで3番目に利用者が多い。
近年の1日平均乗降・乗車人員の推移は以下の通り。
| 年度               | 1日平均 乗降人員 | 1日平均 乗車人員 | 出典                |
| ------------------ | ---------------- | ---------------- | ------------------- |
| 1960年（昭和35年） | 6,661            |                  |                     |
| 1965年（昭和40年） | 20,958           |                  |                     |
| 1970年（昭和45年） | 21,919           |                  |                     |
| 1975年（昭和50年） | 25,530           |                  |                     |
| 1980年（昭和55年） | 26,517           |                  |                     |
| 1985年（昭和60年） | 26,255           |                  |                     |
| 1989年（平成元年） | 28,415           | 14,614           |                     |
| 1990年（平成02年） | 30,888           |                  |                     |
| 1993年（平成05年） | 32,780           | 17,026           |                     |
| 1998年（平成10年） | 33,947           | 17,660           |                     |
| 1999年（平成11年） | 33,764           | 17,586           | [ * 1 ]             |
| 2000年（平成12年） | 33,878           | 17,624           | [ * 2 ]             |
| 2001年（平成13年） | 34,762           | 17,439           | [ * 3 ]             |
| 2002年（平成14年） | 34,487           | 17,271           | [ * 4 ]             |
| 2003年（平成15年） | 34,692           | 17,370           | [ * 5 ]             |
| 2004年（平成16年） | 34,951           | 17,506           | [ * 6 ]             |
| 2005年（平成17年） | 34,791           | 17,413           | [ * 7 ]             |
| 2006年（平成18年） | 35,353           | 17,713           | [ * 8 ]             |
| 2007年（平成19年） | 36,578           | 18,399           | [ * 9 ]             |
| 2008年（平成20年） | 36,469           | 18,301           | [ * 10 ]            |
| 2009年（平成21年） | 35,982           | 18,075           | [ * 11 ]            |
| 2010年（平成22年） | 35,625           | 17,878           | [ * 12 ]            |
| 2011年（平成23年） | 35,120           | 17,669           | [ * 13 ]            |
| 2012年（平成24年） | 35,818           | 17,983           | [ * 14 ]            |
| 2013年（平成25年） | 36,561           | 18,359           | [ * 15 ]            |
| 2014年（平成26年） | 36,502           | 18,324           | [ * 16 ]            |
| 2015年（平成27年） | 37,351           | 18,757           | [ * 17 ]            |
| 2016年（平成28年） | 37,599           | 18,901           | [ * 18 ]            |
| 2017年（平成29年） | 38,327           | 19,218           | [ * 19 ]            |
| 2018年（平成30年） | 38,667           | 19,434           | [ 東武 3 ] [ * 20 ] |
| 2019年（令和元年） | 38,681           | 19,446           | [ 東武 4 ] [ * 21 ] |
| 2020年（令和02年） | 30,081           |                  | [ 東武 5 ]          |
| 2021年（令和03年） | 32,693           | 16,448           | [ 東武 6 ]          |
| 2022年（令和04年） | 35,038           | 17,649           | [ 東武 7 ]          |
| 2023年（令和05年） | 36,638           | 18,443           | [ 東武 8 ]          |
| 2024年（令和06年） | 38,080           | 19,170           | [ 東武 1 ]          |

## 駅周辺

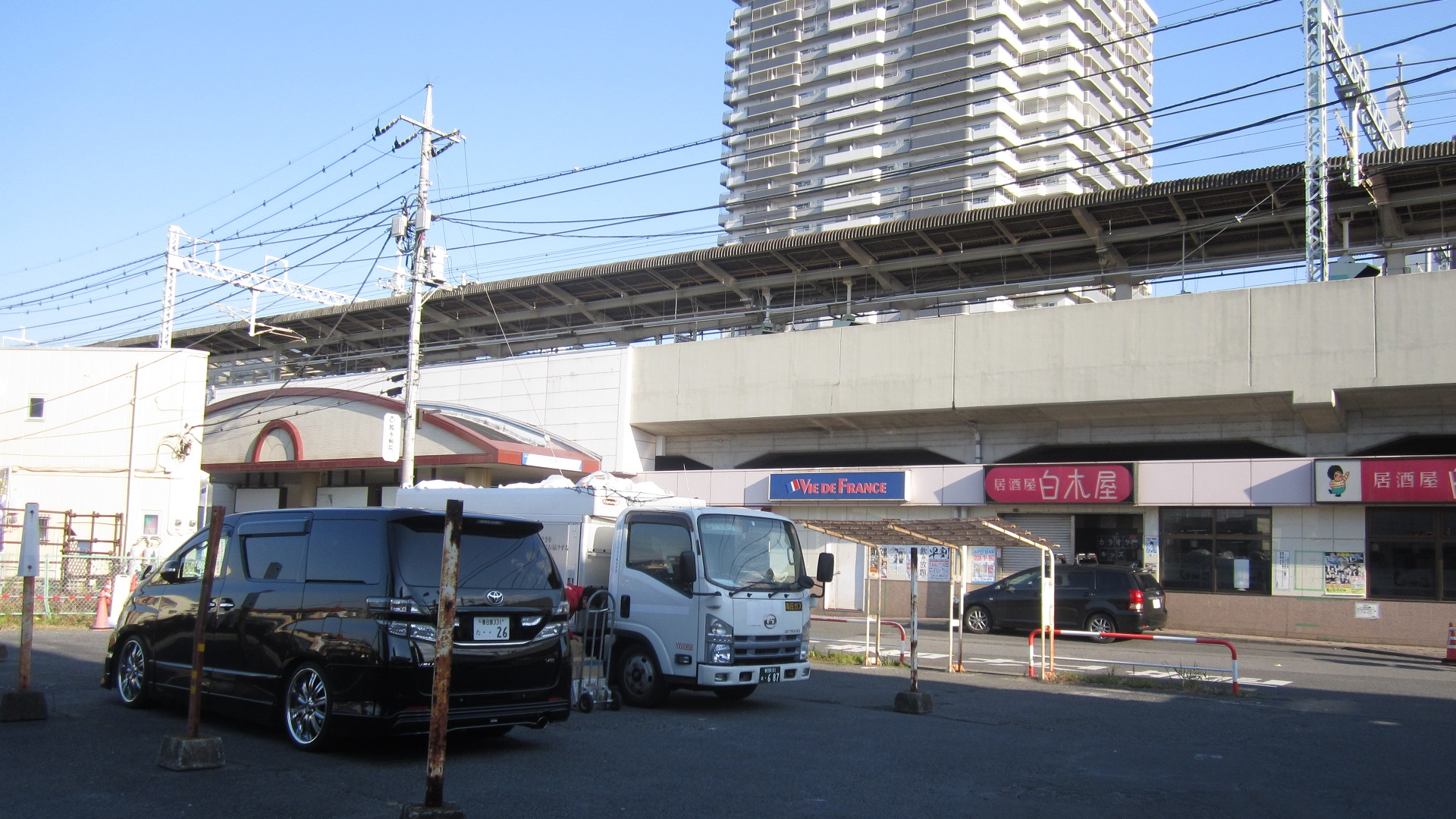
西口（2017年12月）

### 東口
- 草加警察署 谷塚駅前交番
- 草加有沢ボクシングジム
- 谷塚コリーナ
  - いなげや草加谷塚店
  - ダイソー谷塚駅前店
  - マツモトキヨシ谷塚駅前店
  - よむよむ草加谷塚駅前店
  - ドコモショップ谷塚店
  - 彩の森草加クリニック
  - かばさん薬局
  - FASTGYM24谷塚店
  - 美容室ZELE谷塚
- 谷塚郵便局
- 東日本銀行草加支店
- 城北信用金庫谷塚支店
- いなげや 草加瀬崎店
- メディカルトピア草加病院
- 鳳永病院
- TBSハウジング 草加会場
- 日光街道（埼玉県道49号足立越谷線・旧国道4号）
- 谷塚斎場
- ウエルシア草加瀬崎店
- 谷塚駅東口共同駐車場
- 文教大学東京あだちキャンパス

### 西口
- 谷塚西口商店街
- 草加谷塚西郵便局
- ウエルシア谷塚店
- 草加市役所谷塚サービスセンター
- 東武ストア草加谷塚店
- 谷塚小学校
- 谷塚文化センター
- 国道4号線

## 路線バス
| 乗り場 | 乗り場 | 系統      | 行先                       | 運行事業者                                        | 備考                     |
| ------ | ------ | --------- | -------------------------- | ------------------------------------------------- | ------------------------ |
| 谷塚駅 | 1      | 谷01,竹14 | 花畑桑袋団地               | 東武バスセントラル                                |                          |
| 谷塚駅 | 2      | 竹14      | 竹の塚駅東口、西新井駅東口 | 東武バスセントラル                                | 本数少                   |
| 谷塚駅 | 2      | 草加17    | 草加駅東口                 | 東武バスセントラル                                |                          |
| 谷塚駅 | 3      | S-1       | 見沼代親水公園駅           | 草加市コミュニティバス パリポリくんバス南西ルート | 草加市立病院行きは非経由 |

- 乗り場は駅前東口ロータリーにある。
- 草加市コミュニティバス「パリポリくんバス」の運行は東武バスセントラル。

## 隣の駅
東武鉄道
 東武スカイツリーライン
■急行・■区間急行・■準急・■区間準急
通過
■普通
竹ノ塚駅 (TS 14) - 谷塚駅 (TS 15) - 草加駅 (TS 16)